# Прем'єр-ліга (Танзанія)
Танзанійська Прем'єр-ліга (англ. Tanzanian Premier League, суах. Ligi Kuu Bara) — найвище футбольне змагання у Танзанії, створене у 1965 році. Раніше називався Національна Ліга та Перший дивізіон футбольної Ліги, а у 1997 році отримав назву Прем'єр-ліга.

## Історія
До 1964 року існувала Ліга Дар-ес-Салам (перший турнір організований у 1921 році). Після незалежності Танзанії, у 1965 році був створений перший турнір з футболу — Національна ліга. Першим чемпіоном став Сандерленд. З 1981 по 2003 чемпіонат був поділений на Танганьїнську футбольну лігу та Занзібарську футбольну лігу. Найкращі клуби брали участь у фінальній частині за звання чемпіона Танзанії. З 2004 року чемпіонат Занзібар офіційно визнав КАФ, а чемпіонат Танганьїки став Танзанії. У 1997 році чемпіонат отримав назву Прем'єр-ліга.

## Формат
У чемпіонаті беруть участь 16 команд, які грають подвійну кругову систему. Чемпіон отримує право виступати у Лізі чемпіонів КАФ, віце-чемпіон — у Кубкі Конфедерації КАФ. Три аутсайдери вибувають до Першого дивізіону.

## Чемпіони
- 1965: Сандерленд (Дар-ес-Салам)
- 1966: Сандерленд (Дар-ес-Салам)
- 1967: Космополітен (Дар-ес-Салам)
- 1968: Янг Афріканс (Дар-ес-Салам)
- 1969: Янг Афріканс (Дар-ес-Салам)
- 1970: Янг Афріканс (Дар-ес-Салам)
- 1971: Янг Афріканс (Дар-ес-Салам)
- 1972: Янг Афріканс (Дар-ес-Салам)
- 1973: Сімба (Дар-ес-Салам)
- 1974: Янг Афріканс (Дар-ес-Салам)
- 1975: Мсето Спортс (Дар-ес-Салам)
- 1976: Сімба (Дар-ес-Салам)
- 1977: Сімба (Дар-ес-Салам)
- 1978: Сімба (Дар-ес-Салам)
- 1979: Сімба (Дар-ес-Салам)
- 1980: Сімба (Дар-ес-Салам)
- 1981: Янг Афріканс (Дар-ес-Салам)
- 1982: Пан Афрікан (Дар-ес-Салам)
- 1983: Янг Афріканс (Дар-ес-Салам)
- 1984: КМКМ (Занзібар)
- 1985: Маджі Маджі (Сонгеа)
- 1986: Маджі Маджі (Сонгеа)
- 1987: Янг Афріканс (Дар-ес-Салам)
- 1988: Пан Афрікан (Дар-ес-Салам)
- 1989: Малінді (Занзібар)
- 1990: Памба (Мванза)
- 1991: Янг Афріканс (Дар-ес-Салам)
- 1992: Малінді (Занзібар)
- 1993: Сімба (Дар-ес-Салам)
- 1994: Сімба (Дар-ес-Салам)
- 1995: Сімба (Дар-ес-Салам)
- 1996: Янг Афріканс (Дар-ес-Салам)
- 1997: Янг Афріканс (Дар-ес-Салам)
- 1998: Маджі Маджі (Сонгеа)
- 1999: Танзанія Прізонс (Мбея)
- 2000: Янг Афріканс (Дар-ес-Салам)
- 2001: Сімба (Дар-ес-Салам)
- 2002: Сімба (Дар-ес-Салам)
- 2003: не нагороджувався
- 2004: Сімба (Дар-ес-Салам)
- 2005: Янг Афріканс (Дар-ес-Салам)
- 2006: Янг Афріканс (Дар-ес-Салам)
- 2007: Сімба (Дар-ес-Салам)
- 2007–08: Янг Афріканс (Дар-ес-Салам)
- 2008–09: Янг Афріканс (Дар-ес-Салам)
- 2009–10: Сімба (Дар-ес-Салам)
- 2010–11: Янг Афріканс (Дар-ес-Салам)
- 2011–12: Сімба (Дар-ес-Салам)
- 2012–13: Янг Афріканс (Дар-ес-Салам)
- 2013–14: Азам (Дар-ес-Салам)
- 2014–15: Янг Афріканс (Дар-ес-Салам)
- 2015–16: Янг Афріканс (Дар-ес-Салам)

## Титули за клубами
| Клуб             | Переможець | Сезон |
| ---------------- | ---------- | --- |
| Янг Афріканс     | 21         | 1968, 1969, 1970, 1971, 1972, 1974, 1981, 1983, 1987, 1991, 1996, 1997, 2000, 2005, 2006, 2007–08, 2008–09, 2010–11, 2012–13, 2014–15, 2015–16 |
| Сімба            | 17         | 1965, 1966, 1973, 1976, 1977, 1978, 1979, 1980, 1993, 1994, 1995, 2001, 2002, 2004, 2007, 2009–10, 2011–12                                     |
| Маджі Маджі      | 3          | 1985, 1986, 1998 |
| Малінді          | 3          | 1989, 1992 |
| Пан Афрікан      | 2          | 1982, 1988 |
| Космополітен     | 1          | 1967 |
| Мсето Спортс     | 1          | 1975 |
| КМКМ             | 1          | 1984 |
| Памба            | 1          | 1990 |
| Танзанія Прізонс | 1          | 1999 |
| Азам             | 1          | 2013–14 |